# E continuano a chiamarlo calcio
E continuano a chiamarlo calcio è un libro scritto dal giornalista Gigi Garanzini, uscito in Italia nel febbraio 2007, edito da Arnoldo Mondadori Editore, il cui argomento è testualmente: 
Il libro narra alcune delle tappe che hanno condizionato in peggio il calcio in Italia, trasformandolo da sport/gioco in un business spietato; vengono narrate in maniera molto obiettiva alcuni episodi dell'ultimo decennio, confrontandoli con ciò che avveniva negli anni'60 e '70.

## Contenuti
Tra le vicende narrate ci sono gli atteggiamenti degli allenatori, in particolare quello di Fabio Capello confrontato con quello di Nereo Rocco negli anni'60, che prima fanno delle scelte di vita e poi se le rimangiano quando ci sono in ballo interessi economici (cap. Scelte di vita), i comportamenti dei presidenti di Serie A e B, i quali, oltre a tenere atteggiamenti da censurare, come il tentativo di ricontare i punti persi a causa delle decisioni arbitrali contro e mai quando contarli quando le decisioni sono a favore (cap. Il riconteggio), decidono di cacciare gli allenatori al primo risultato negativo ottenuto, oppure per questioni personali, salvo poi richiamarli quando le situazioni peggiorano (cap. L'evoluzione della specie).
Il giornalista parla anche dell'atteggiamento dei mass media sportivi di fronte ad eventi che incidono, per loro, a livello di marketing e di audience; viene ripreso l'atteggiamento mediatico all'umiliante eliminazione della Italia dal Mondiale del 2002, quando pur di fare ascolti (nel caso delle TV) o pur di vendere qualche copia in più (nel caso dei giornali sportivi e non) si tirò in ballo per settimane un ridicolo alibi come quello dell'arbitraggio, con la folle richiesta della RAI di chiedere alla FIFA un risarcimento per i danni derivati dalla caduta negativa della pubblicità (annunciato, ma di fatto mai avvenuto), salvo poi salire sul carro dei vincitori e fare finta di niente 4 anni dopo, quando arrivò la vittoria al Mondiale tedesco (cap. La cultura della sconfitta).
Sono narrati anche la fuga continua dagli stadi italiani, cosa che non avviene nei principali campionati esteri, sia per le strutture inadeguate, sia per i gesti violenti compiuti dagli ultras (cap. In fuga dagli stadi), gli investimenti finanziari di certi dirigenti che hanno portato alla rovina economica (quasi al fallimento) la maggior parte dei club professionistici (cap. Sprofondo rosso), gli atteggiamenti e le omissioni dei dirigenti federali che hanno portato allo Scandalo del calcio italiano del 2006 (cap. Non vedo, non sento, parlo poco)
Infine, nell'ultimo capitolo, viene ripresa la storia di un calciatore del Cervia che nel 2004, appena saputa la notizia dell'inizio del reality show Campioni, decise di lasciare la squadra e i suoi compagni poiché considerava il calcio come un piacere e uno sport genuino e spontaneo anziché uno show ripreso giornalmente dalle telecamere televisive (cap. Il milite ignoto).

## Edizioni
- Gigi Garanzini, E continuano a chiamarlo calcio, Segrate, Mondadori, 2007, ISBN 978-88-04-56733-2.